# Leon Schiller

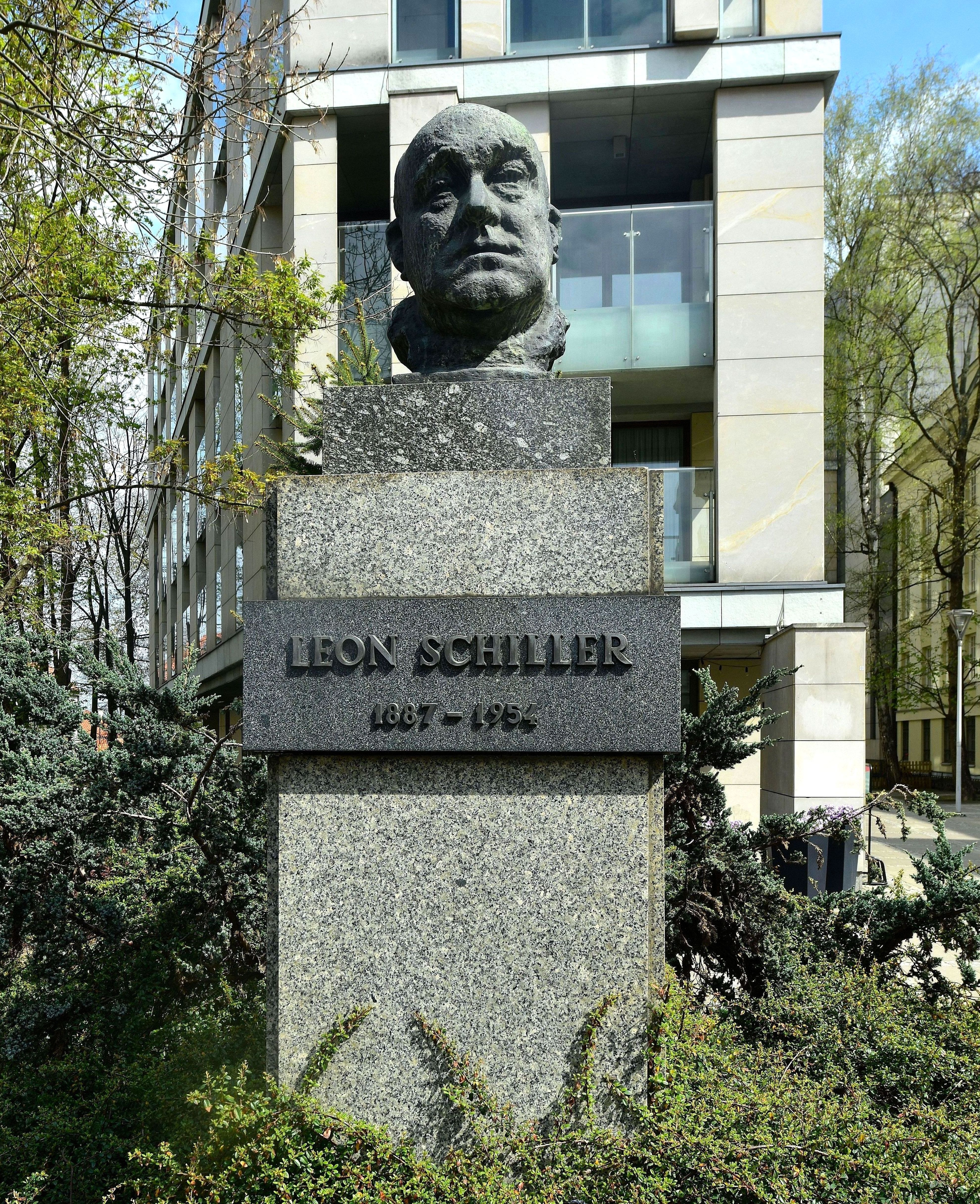
Statue Leon Schillers in Warschau

Leon Schiller eigentl. Leon Schiller de Schildenfeld (* 14. März 1887 in Krakau; † 25. März 1954 in Warschau) war ein polnischer Theaterregisseur und -theoretiker.

## Leben
Schiller entstammte einer von Kaiserin Maria Theresia geadelten österreichischen Familie, die sich im 19. Jahrhundert im polnischen Teil Österreich-Ungarns niederließ. Er studierte Philosophie und polnische Philologie in Krakau und an der Sorbonne in Paris. Zu Beginn seiner Theaterlaufbahn trat er 1906 als Sänger in Warschauer Cabarets auf und begann 1917 die Arbeit als Regisseur am Polnischen Theater in Warschau. 1933 wurde er Leiter der Regieabteilung der Staatlichen Schauspielschule Warschau (PIST). Während des Zweiten Weltkriegs wurde er 1941, nachdem der Volksdeutsche Igo Sym von Polen ermordet wurde, von den deutschen Besatzern nach Auschwitz-Birkenau verschleppt und von seiner Schwester gegen 12.000 Złoty freigekauft. Nach dem Krieg kehrte er als Leiter der Schauspielschule in Łódź zu seiner Pädagogentätigkeit zurück und blieb es bis 1949. Daneben leitete er von 1946 bis 1949 das Teatr Wojska Polskiego in Łódź. Zwischen 1947 und 1949 war er außerdem der Chefredakteur des Magazins Teatr. Schiller war dogmatischer Kommunist und Stütze des stalinistischen Regimes in Polen.
Die Staatliche Hochschule für Film, Fernsehen und Theater Łódź Leon Schiller ist nach ihm benannt.

## Wichtige Arbeiten
- Die Dreigroschenoper von Bertolt Brecht und Kurt Weill – 1929 in Warschau
- Kordian  von Juliusz Słowacki, 1930 in Warschau
- Totenfeier von Adam Mickiewicz – 1932 in Lwów, 1933 in Wilno, 1934 in Warschau und 1937 in Sofia
- Die un-göttliche Komödie von Zygmunt Krasiński, 1938 in Warschau

## Einzelnachweis
1. ↑  Der Postmeister von Loitsch in Krain Johannes Schiller wurde 1745 mit der Namensmehrung von Schildenfeld in den Adelsstand erhoben; J. Siebmacher's grosses und allgemeines Wappenbuch, 4. Band, 2. Abt., hrsg. von Otto Titan v. Heffner, Verlag Bauer und Raspe, Nürnberg 1859, S. 17.